# Семёнково (Кипеловский сельсовет)
Семёнково — деревня в Вологодском районе Вологодской области.
Входит в состав Старосельского сельского поселения (с 1 января 2006 года по 8 апреля 2009 года входила в Кипеловское сельское поселение), с точки зрения административно-территориального деления — в Кипеловский сельсовет.
По переписи 2002 года население — 8 человек.

## Расположение
Расположено возле места впадении речки Волбаш в реку Масляную. С юга примыкает озеро Дмитровское.
Расстояние до районного центра Вологды по автодороге — 68 км, до центра муниципального образования Стризнево по прямой — 17 км. 
Ближайшие населённые пункты: деревни Прокунино и Погост Дмитриевский (ранее село) находятся на востоке. Деревни Косково, Ескино и Филино — на юге от деревни.